# Синьшао
Синьша́о (кит. упр. 新邵, пиньинь Xīnshào) — уезд городского округа Шаоян провинции Хунань (КНР).

## История
Уезд был создан 16 февраля 1952 года из смежных территорий уездов Синьхуа и Шаоян, и вошёл в состав Специального района Шаоян (邵阳专区).
В 1970 году Специальный район Шаоян был переименован в Округ Шаоян (邵阳地区).
Постановлением Госсовета КНР от 29 сентября 1977 года был образован Округ Ляньюань (涟源地区), и уезд Синьшао перешёл в его состав. Постановлением Госсовета КНР от 11 декабря 1982 года Округ Ляньюань был переименован в Округ Лоуди (娄底地区).
В 1983 году уезд Синьшао был возвращён в состав округа Шаоян.
Постановлением Госсовета КНР от 27 января 1986 года округ Шаоян был преобразован в городской округ.

## Административное деление
Уезд делится на 11 посёлков и 4 волости.